# Az Európai Unió hivatalos nyelveinek listája a hivatalos nyelveken
Az alábbi táblázatban az Európai Unió hivatalos nyelvei vannak felsorolva az egyes hivatalos nyelveken:
| magyar   | angol      | bolgár                      | cseh          | dán                        | észt      | finn      | francia     | görög       | holland    | horvát      | ír            | lengyel     |
| -------- | ---------- | --------------------------- | ------------- | -------------------------- | --------- | --------- | ----------- | ----------- | ---------- | ----------- | ------------- | ----------- |
| magyar   | Hungarian  | унгарски                    | maďarština    | ungarsk                    | ungari    | unkari    | hongrois    | Ουγγρικά    | Hongaars   | mađarski    | Ungáiris      | węgierski   |
| angol    | English    | английски                   | angličtina    | engelsk                    | inglise   | englanti  | anglais     | Αγγλικά     | Engels     | engleski    | Béarla        | angielski   |
| bolgár   | Bulgarian  | български                   | bulharština   | bulgarsk                   | bulgaaria | bulgarian | bulgare     | Βουλγαρική  | Bulgaars   | bugarski    | Bulgáiris     | bułgarski   |
| horvát   | Croatian   | хърватски                   | chorvatština  | kroatisk                   | horvaadi  | kroatian  | croate      | Κροατική    | Kroatisch  | hrvatski    | Chróitis      | chorwacki   |
| cseh     | Czech      | чешки                       | čeština       | tjekkisk                   | tšehhi    | tšekki    | tchèque     | Τσεχικά     | Tsjechisch | češki       | Seicis        | czeski      |
| dán      | Danish     | датски                      | dánština      | dansk                      | taani     | tanska    | danois      | Δανικά      | Deens      | danski      | Danmhairgis   | duński      |
| észt     | Estonian   | естонски                    | estonština    | estisk                     | eesti     | viro      | estonien    | Εσθονικά    | Estisch    | estonski    | Eastóinis     | estoński    |
| finn     | Finnish    | фински                      | finština      | finsk                      | soome     | suomi     | finnois     | Φινλανδικά  | Fins       | finski      | Fionlannais   | fiński      |
| francia  | French     | френски                     | francouzština | fransk                     | prantsuse | ranska    | français    | Γαλλικά     | Frans      | francuski   | Fraincis      | francuski   |
| görög    | Greek      | гръцки                      | řečtina       | græsk                      | kreeka    | kreikka   | grec        | Ελληνικά    | Grieks     | grčki       | Gréigis       | grecki      |
| holland  | Dutch      | нидерландски vagy холандски | nizozemština  | nederlandsk vagy hollandsk | hollandi  | hollanti  | néerlandais | Ολλανδικά   | Nederlands | nizozemski  | Ollannais     | holenderski |
| ír       | Irish      | ирландски                   | irština       | irsk                       | iiri      | iiri      | irlandais   | Ιρλανδικά   | Iers       | irski       | Gaeilge       | irlandzki   |
| lengyel  | Polish     | полски                      | polština      | polsk                      | poola     | puola     | polonais    | Πολωνικά    | Pools      | poljski     | Polainnis     | polski      |
| lett     | Latvian    | латвийски                   | lotyština     | letisk                     | läti      | latvia    | letton      | Λετονικά    | Lets       | litavski    | Laitvis       | łotewski    |
| litván   | Lithuanian | литовски                    | litevština    | litauisk                   | leedu     | liettua   | lituanien   | Λιθουανικά  | Litouws    | latvijski   | Liotuáinis    | litewski    |
| máltai   | Maltese    | малтийски                   | maltština     | maltesisk                  | malta     | maltan    | maltais     | Μαλτεζικά   | Maltees    | malteški    | Máltais       | maltański   |
| német    | German     | немски                      | němčina       | tysk                       | saksa     | saksa     | allemand    | Γερμανικά   | Duits      | njemački    | Gearmáinis    | niemiecki   |
| olasz    | Italian    | италиански                  | italština     | italiensk                  | itaalia   | italia    | italien     | Ιταλικά     | Italiaans  | talijanski  | Iodáilis      | włoski      |
| portugál | Portuguese | португалски                 | portugalština | portugisisk                | portugali | portugali | portugais   | Πορτογαλικά | Portugees  | portugalski | Portaingéilis | portugalski |
| román    | Romanian   | румънски                    | rumunština    | rumænsk                    | rumeenia  | romanian  | roumain     | Ρουμανική   | Roemeens   | rumunjski   | Rómáinis      | rumuński    |
| spanyol  | Spanish    | испански                    | španělština   | spansk                     | hispaania | espanja   | espagnol    | Ισπανικά    | Spaans     | španjolski  | Spáinnis      | hiszpański  |
| svéd     | Swedish    | шведски                     | švédština     | svensk                     | rootsi    | ruotsi    | suédois     | Σουηδικά    | Zweeds     | švedski     | Sualainnis    | szwedzki    |
| szlovák  | Slovak     | словашки                    | slovenština   | slovakisk                  | slovaki   | slovakki  | slovaque    | Σλοβάκικά   | Slowaaks   | slovački    | Slóvaicis     | słowacki    |
| szlovén  | Slovene    | словенски                   | slovinština   | slovensk                   | sloveeni  | sloveeni  | slovène     | Σλοβενικά   | Sloveens   | slovenski   | Slóivéinis    | słoweński   |

|          | lett          | litván    | máltai    | német          | olasz      | portugál    | román      | spanyol            | svéd         | szlovák      | szlovén       |
| -------- | ------------- | --------- | --------- | -------------- | ---------- | ----------- | ---------- | ------------------ | ------------ | ------------ | ------------- |
| magyar   | ungāru        | vengrų    | Ungeriż   | Ungarisch      | ungherese  | húngaro     | ungară     | húngaro            | ungerska     | maďarčina    | madžarščina   |
| angol    | angļu         | anglų     | Ingliż    | Englisch       | inglese    | inglês      | engleză    | inglés             | engelska     | angličtina   | angleščina    |
| bolgár   | bulgāru       | bulgarų   | Bulgaru   | Bulgarisch     | bulgara    | búlgara     | bulgară    | búlgaro            | bulgariska   | bulharčina   | bolgarščina   |
| cseh     | čehu          | čekų      | Ċek       | Tschechisch    | ceco       | tcheco      | cehă       | checo              | tjeckiska    | čeština      | češčina       |
| dán      | dāņu          | danų      | Daniż     | Dänisch        | danese     | dinamarquês | daneză     | danés              | danska       | dánčina      | danščina      |
| észt     | igauņu        | estų      | Eston     | Estnisch       | estone     | estoniano   | estonă     | estonio            | estniska     | estónčina    | estonščina    |
| finn     | somu          | suomių    | Finlandiż | Finnisch       | finlandese | finlandês   | finlandeză | finés              | finska       | fínčina      | finščina      |
| francia  | franču        | prancūzų  | Franċiż   | Französisch    | francese   | francês     | franceză   | francés            | franska      | francúzština | francoščina   |
| görög    | grieķu        | graikų    | Grieg     | Griechisch     | greco      | grego       | greacă     | griego             | grekiska     | gréčtina     | grščina       |
| holland  | nīderlandiešu | olandų    | Olandiż   | Niederländisch | olandese   | holandês    | olandeză   | neerlandés         | nederländska | holandčina   | nizozemščina  |
| ír       | īru           | airių     | Irlandiż  | Irisch         | irlandese  | irlandês    | irlandeză  | (gaélico) irlandés | iriska       | irština      | irščina       |
| lengyel  | poļu          | lenkų     | Pollakk   | Polnisch       | polacco    | polonês     | poloneză   | polaco             | polska       | poľština     | poljščina     |
| lett     | latviešu      | latvių    | Latvjan   | Lettisch       | lettone    | letão       | letonă     | letón              | lettiska     | lotyština    | latvijščina   |
| litván   | lietuviešu    | lietuvių  | Litwan    | Litauisch      | lituano    | lituano     | lituaniană | lituano            | litauiska    | litovčina    | litvanščina   |
| máltai   | maltiešu      | maltiečių | Malti     | Maltesisch     | maltese    | maltês      | malteză    | maltés             | maltesiska   | maltčina     | malteščina    |
| német    | vācu          | vokiečių  | Ġermaniż  | Deutsch        | tedesco    | alemão      | germană    | alemán             | tyska        | nemčina      | nemščina      |
| olasz    | itāļu         | italų     | Taljan    | Italienisch    | italiano   | italiano    | italiană   | italiano           | italienska   | taliančina   | italijanščina |
| portugál | portugāļu     | portugalų | Portugiż  | Portugiesisch  | portoghese | português   | portugheză | portugués          | portugisiska | portugalčina | portugalščina |
| román    | rumāņu        | rumunų    | Rumen     | Rumänisch      | rumena     | romena      | română     | rumano             | rumänska     | rumunčina    | romunščina    |
| spanyol  | spāņu         | ispanų    | Ispanjol  | Spanisch       | spagnolo   | espanhol    | spaniolă   | español            | spanska      | španielčina  | španščina     |
| svéd     | zviedru       | švedų     | Isvediż   | Schwedisch     | svedese    | sueco       | suedeză    | sueco              | svenska      | švédčina     | švedščina     |
| szlovák  | slovāku       | slovakų   | Slovakk   | Slowakisch     | slovacco   | eslovaco    | slovacă    | eslovaco           | slovakiska   | slovenčina   | slovaščina    |
| szlovén  | slovēņu       | slovėnų   | Sloven    | Slowenisch     | sloveno    | esloveno    | slovenă    | esloveno           | slovenska    | slovinčina   | slovenščina   |